# 申ドル石
申 乭石（シン・ドルソク、신돌석、1878年11月26日（旧暦11月3日） - 1908年11月18日）は、大韓帝国の義兵。本名をシン・テホ（申泰浩、신태호）といい、申乭錫（読み方同じ）という別名もあった。現在の慶尚北道盈徳郡出身。
平民出身の義兵隊長として、抗日武装闘争の先頭に立って日本軍と戦った。1905年の乙巳条約締結後は300人余りを指揮し、日本の軍艦を9隻撃沈させている。その後、江原道まで活動範囲を広げ、「太白山の虎」と呼ばれたが、1908年に日本軍に買収された部下により毒殺された。
現在、韓国海軍の潜水艦の名前に冠されている。